# 张华臣
张华臣（1951年—），山东诸城人，汉族，中华人民共和国政治人物、第十一届全国人民代表大会解放军代表。
毕业于海军指挥学院合成指挥专业，是中共党员。担任海军福建基地司令员。2008年起担任全国人大代表。